# 京乃ともみ
京乃 ともみ（きょうの ともみ、1987年11月29日 - ）は、日本のヨガインストラクター。2004年にCMに出演して以降、モデルなどで活躍する傍ら、ヨガ講師としての活動を開始。

## 略歴
1987年生まれ、兵庫県神戸市出身。2004年にキシリッシュのCMでデビュー。『別冊フレンド CM』『キットカット CM』『Fリーグ　バルドラール浦安イメージガール（2011-2014年）』『PRIME PATTERN カタログモデル』『ef-de、CLEAR IMPRESSION モデル』『ReebokONE アンバサダー』等で活躍。ターザン (雑誌) の最強トレーナー10人に選出され表紙を務めた。これまで野球、サッカー、バドミントン、ラグビー、フットサル、ゴルフ、柔道のトップアスリートたちに指導し、東京オリンピックでは、柔道女子日本代表を担当。
また、椅子を了解した手軽にできる企業ヨガの第一人者である。
。

## 人物
- スポーツウェアメーカーであるリーボックの『ReebokONE アンバサダー』として活動する（2013-2019年）[2]。
- 趣味はスポーツ観戦と映画鑑賞。
- 特技は英語、料理、ゴルフ、ピアノ。
- 32カ国をまわるほどのひとり旅好きである。

## 書籍
- 京乃ともみ(著)「働くみんなの１分すぐ楽ヨガ いつでもどこでも瞬間リフレッシュ！」(学研プラス)[3]、2019年、ISBN 978-4-05-801046-4
- 京乃ともみ(ヨガ監修)「心と体が軽くなる SNOOPYといっしょにヨガ」(学研プラス)[4]、2020年、ISBN 978-4-05-801225-3

## 雑誌・ウェブ
- ヨガジャーナル日本版
- Tarzan[5][6][7]
- FYTTE[8]
- NHKウイークリーステラ
- FLASH (雑誌)
- Cancam
- with
- anan
- Hanako
- FraU
- 美人百花
- AneCan
- andGIRL

## テレビ番組
- あさイチ（NHK総合）
- あさチャン!（TBSテレビ）
- news every.（日本テレビ）
- 美と若さの新常識（NHK BSプレミアム）
- 魔女に言われたい夜（フジテレビ）
- 坂上くんが試してみた!!（BS朝日）
- なないろ日和!（テレビ東京）
- Medical Frontiers（NHKワールド JAPAN）
- 日テレポシュレ（日本テレビ）
- B-tops（読売テレビ）
- ショップチャンネル ゲスト出演